# Soekarno
Ne doit pas être confondu avec Soeharto.
Soekarno ou Sukarno, né Koesno Sosrodihardjo (6 juin 1901 – 21 juin 1970), est le premier président de la république d'Indonésie (1945-1967) dont il a proclamé l'indépendance le 17 août 1945 avec Hatta, le premier vice-président.
Son père, Raden Soekemi Sosrodihardjo, était maître d'école à Surabaya (Java oriental). Sa mère, Ida Ayu Nyoman Rai, était originaire de Buleleng (nord de Bali).
Il est appelé familièrement et affectueusement Bung Karno en Indonésie — frère, camarade Karno — par les Indonésiens. Les Occidentaux  lui attribuent parfois le prénom Ahmad. En réalité, comme beaucoup de Javanais, Soekarno n'utilisait qu'un nom.

## Biographie

### Son enfance et sa formation

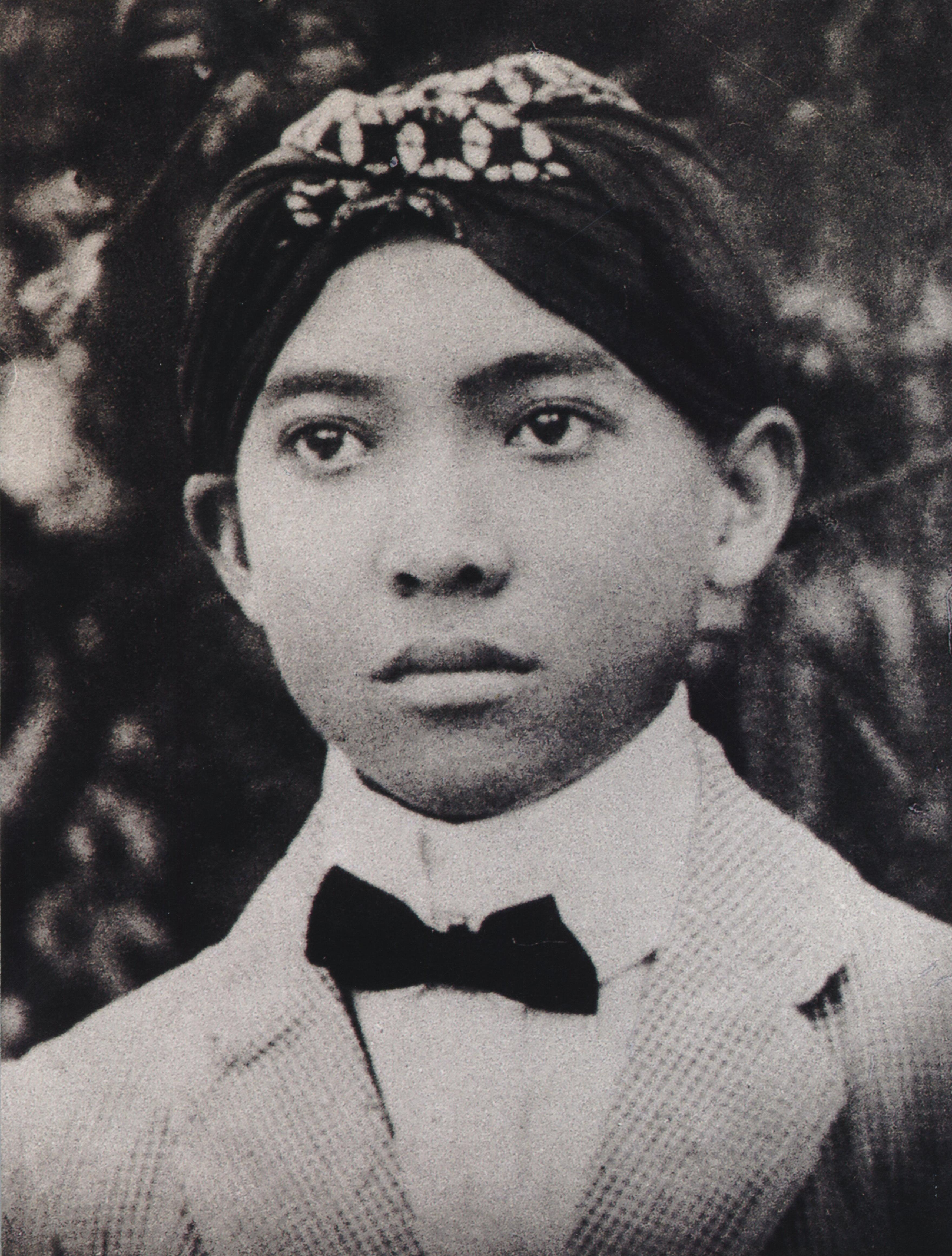
Soekarno en 1916.

Fils d'un instituteur issu de la petite noblesse javanaise et d'une mère de l'aristocratie balinaise, la position sociale de ses parents lui permet d'entrer à l'école primaire — Europeesche Lagere School — et au lycée — Hoogere Burgerschool — pour Européens. Il entre à l'école d'ingénieur de Bandung dont il sort diplômé en 1926.
À Surabaya, Soekarno fait la connaissance de dirigeants politiques autochtones, dont H.O.S. Tjokroaminoto, dirigeant de l'organisation Sarekat Islam et aussi de Henk Sneevliet, un Néerlandais qui fondera le Parti social-démocrate des Indes, futur Parti communiste indonésien (PKI). Avec d'autres étudiants ingénieurs, il fonde le Partai Nasional Indonesia, « Parti national indonésien » (PNI).
Il est arrêté en 1929 puis libéré en 1931. Il est de nouveau arrêté en 1933 puis exilé à Bengkulu dans le sud de Sumatra.

### Occupation japonaise

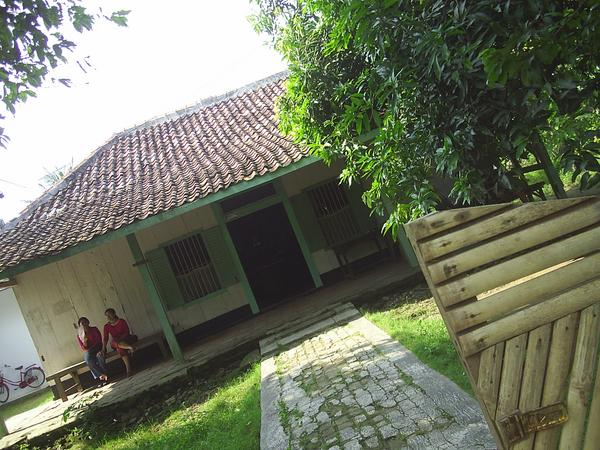
La maison où Soekarno fut kidnappé à Rengasdengklok.

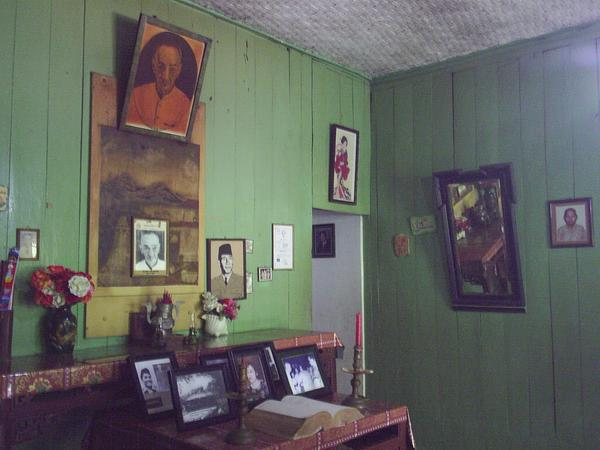
Intérieur de la maison.

Le 10 janvier 1942, les Japonais débarquent aux Indes néerlandaises.
Les troupes néerlandaises se rendent le 8 mars 1942.
Libéré par les Japonais, Soekarno décide de faire le jeu du nouvel occupant, persuadé de pouvoir en tirer parti. Il participe ainsi à la création du « Centre du pouvoir populaire » — Pusat Tenaga Rakyat — dont l'acronyme PUTERA signifie « fils, enfant » en 1943. En 1943, il épouse Fatmawati, mère de sa fille Megawati Sukarnoputri, présidente de la république d'Indonésie de 2001 à 2004 après avoir été vice-présidente de 1999 à 2001.

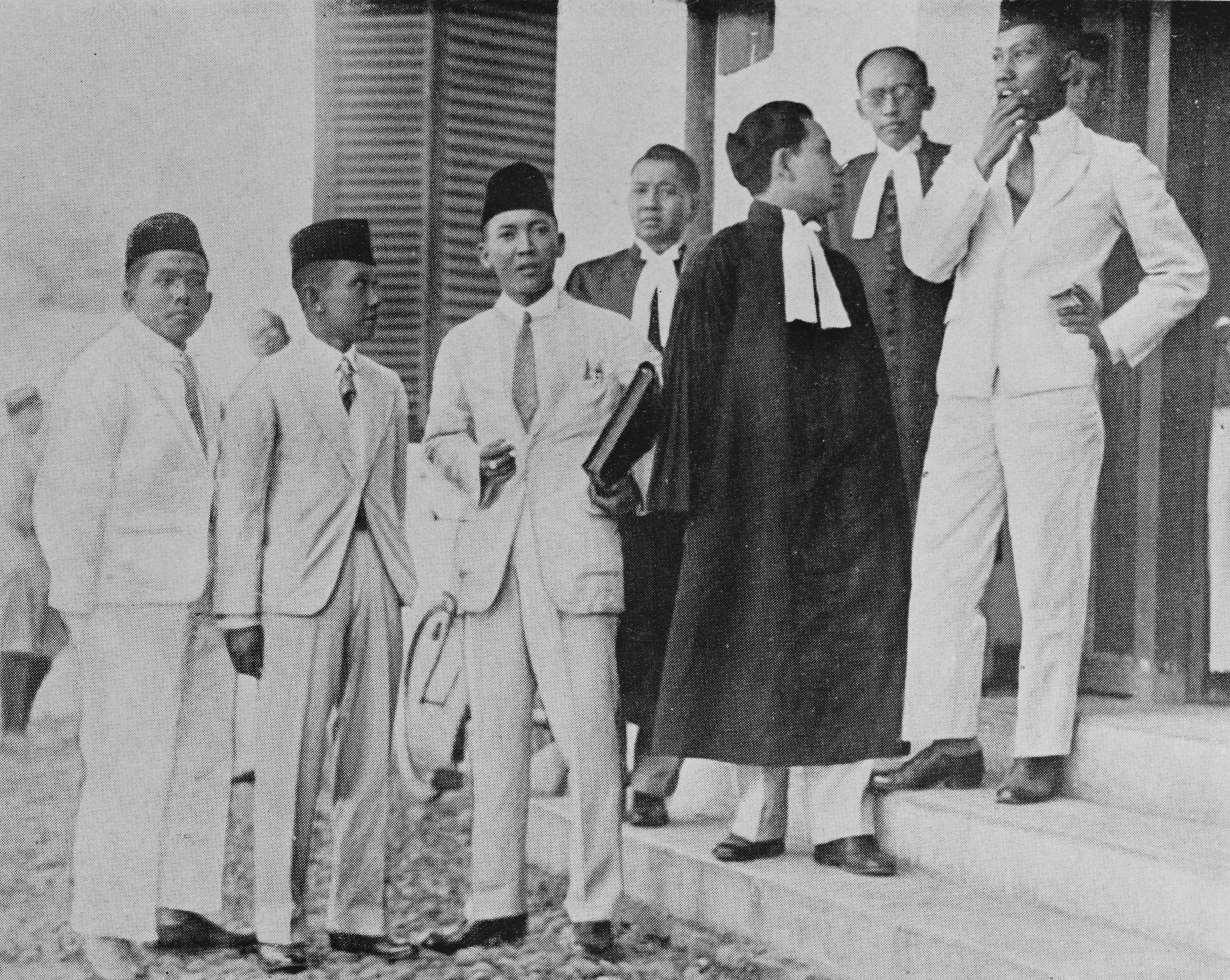
Soekarno à son procès en 1930.

En mars 1945 alors que les Américains reprennent progressivement le contrôle du Pacifique, les Japonais encouragent la création d'un « comité d'enquête pour le travail préparatoire à l'indépendance de l'Indonésie ». Au sein de ce comité, Soekarno insiste sur la nécessité d'un État religieusement neutre.
En juin, il prononce un discours dans lequel il expose sa doctrine sur les bases d'une Indonésie indépendante : « les cinq piliers » –  Pancasila.
Le Japon accepte le principe de la capitulation le 15 août 1945.
La nuit suivante, de jeunes nationalistes enlèvent Soekarno et Hatta, un autre dirigeant nationaliste, et les emmènent dans une maison à Rengasdengklok, à l'est de Jakarta.

### L'indépendance
Le 17 août 1945 au matin, Soekarno lit la proclamation de l'indépendance de l'Indonésie, dont il est nommé le premier président.
Suit une période de quatre années de conflit armé et diplomatique contre les Néerlandais que les Indonésiens appellent Revolusi – « révolution indonésienne ».
Elle prend fin avec la reconnaissance officielle de l'indépendance par l'Organisation des Nations unies en 1949 suivie par le transfert formel de la souveraineté sur le territoire des Indes néerlandaises du royaume des Pays-Bas à la république d'Indonésie le 27 décembre 1949. 
Après l'indépendance du pays, il refuse d'y faire instaurer la loi islamique.
En 1955, Soekarno accueille en Indonésie la conférence de Bandung, dont il prononce le discours d'ouverture, qui fait de lui un des leaders du tiers monde.
Sa politique jugée trop pro-communiste — l'URSS le soutenant fortement militairement — fut un temps combattue par les États-Unis, soutenant notamment une guérilla par des bombardements et ravitaillements aériens en armes en 1958.

### Politique étrangère avec les Pays-Bas
Après l'indépendance (1949), les tensions arrivent très vite avec l'ancienne puissance coloniale après la proclamation d'une république des Moluques du Sud (1950) qui est rapidement écrasée (des milliers de Moluquois se réfugient aux Pays-Bas).
En 1962, l'armée indonésienne envahit la Nouvelle-Guinée néerlandaise (seul territoire que les Néerlandais avaient pu maintenir des Indes néerlandaises). Si la marine néerlandaise remporta la bataille de la mer d'Arafura, le soutien soviétique contraignit La Haye à signer le 31 juillet 1962, l'accord de New York et à accepter de transférer l'administration de la région à l'autorité exécutive temporaire des Nations unies, qui la remet définitivement à l'Indonésie le 1er mai 1963.

### Mise à l'écart par Soeharto

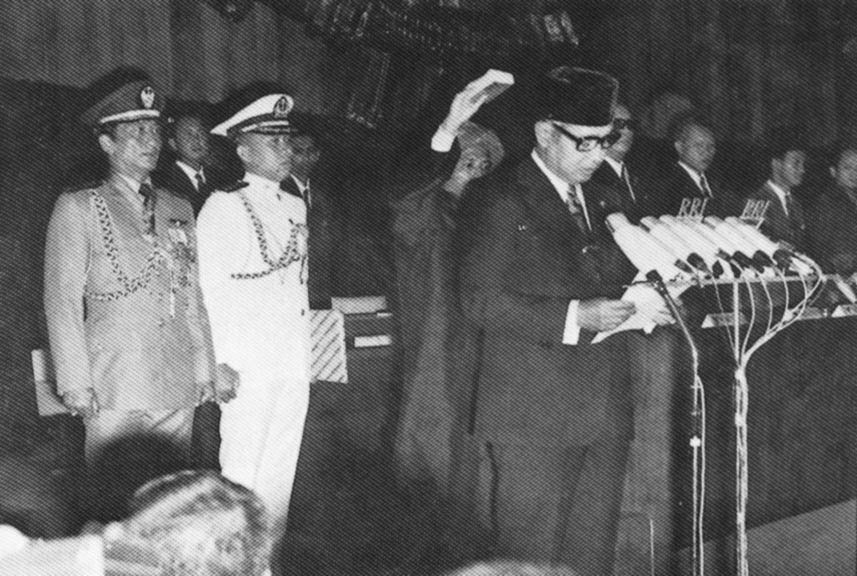
Investiture de Soeharto.

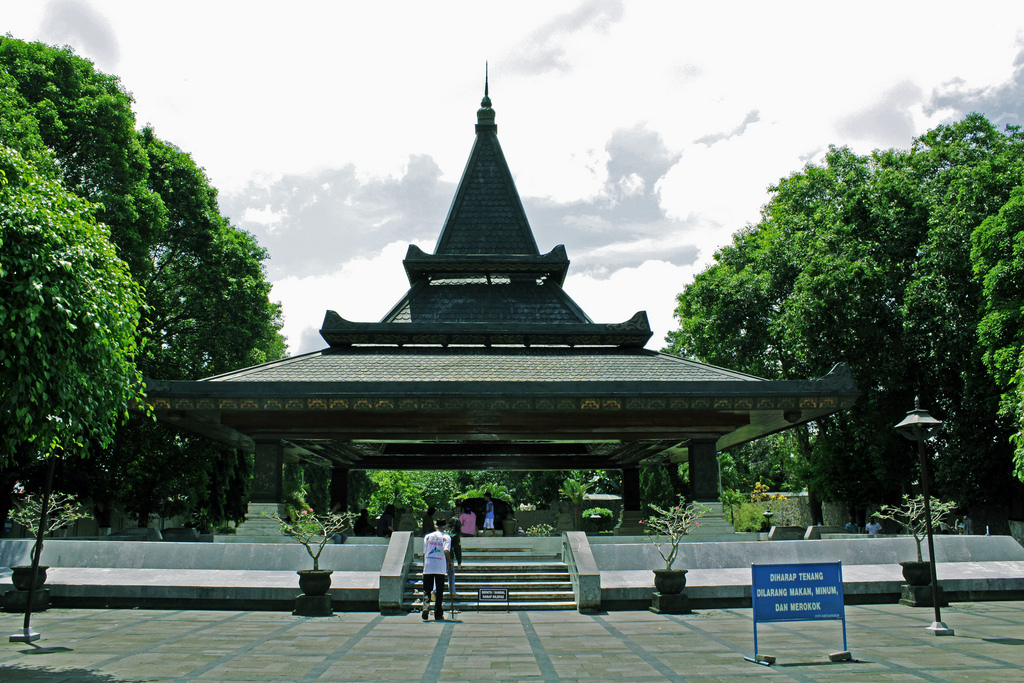
La tombe de Soekarno à Blitar.

Le 1er octobre 1965 au matin, un officier alors inconnu, le lieutenant-colonel Oentoeng, commandant d’un bataillon de la garde présidentielle, annonce à la radio être à la tête d'un « conseil révolutionnaire », dénommé Mouvement du 30 septembre - Gerakan September Tigapuluh ou G30S, qui a déjoué un complot contre le président Soekarno et arrêté six généraux. Un autre général, Soeharto, prend la tête de la répression et arrête les rebelles en moins de quarante-huit heures. Le Parti communiste indonésien est ensuite anéanti au cours d'une féroce répression, tandis que Soekarno est marginalisé par l'armée.
En mars 1966, alors qu'il est encore officiellement président, Soekarno est contraint de signer la Supersemar (acronyme de Surat Perintah Sebelas Maret, « ordonnance du 11 mars »), par laquelle il transfère la réalité du pouvoir à Soeharto. Ce dernier est ensuite élu président de la République le 12 mars 1967 par le Majelis Permusyawaratan Rakyat Sementara – MPRS – « Assemblée délibérative temporaire du peuple ». Soekarno est mis en résidence surveillée.
Soekarno meurt en 1970. Il est enterré non loin de Blitar, dans la province de Java oriental, à 113 km au sud-ouest de Surabaya, la capitale de la province.

## Hommages
À son ouverture en 1985, le régime de Soeharto a baptisé l'aéroport international de Jakarta, « Soekarno-Hatta », en l'honneur des deux « proclamateurs de l'indépendance » : Soekarno et Hatta.
Sukarnopura fut le nom donné un temps à l'ancienne Hollandia (dans l'île de Nouvelle-Guinée), ville appelée maintenant Jayapura.
Le « pic Sukarno » (Puncak Sukarno) fut le nom donné un temps à la pyramide Carstensz (dans l'île de Nouvelle-Guinée), appellation rappelant celles du pic Lénine et du pic Staline ; c'est aujourd'hui le pic de la Victoire (Puncak Jaya).